# 主な中国水墨画一覧
主な中国水墨画一覧（おもなちゅうごくすいぼくがいちらん）では、中国の主な水墨画を画家別・歴史順に記述する。

## 六朝
- 顧愷之

## 唐
- 呉道子

## 五代
華北
- 荊浩 - 匡廬図　山水図
- 関同（中国語版） - 関山行旅図　山谿待渡図　秋山晩翠図

江南
- 董源 - 夏景山口待渡図　寒林重汀図　瀟湘図　　溪岸図　夏山図　龍宿郊民図
- 巨然（中国語版） - 蕭翼賺蘭亭図　溪山蘭若図　秋山問道図　層崖叢樹図
- 徐煕 - 雪竹図
- 黄筌 - 山鷓棘雀図

## 北宋

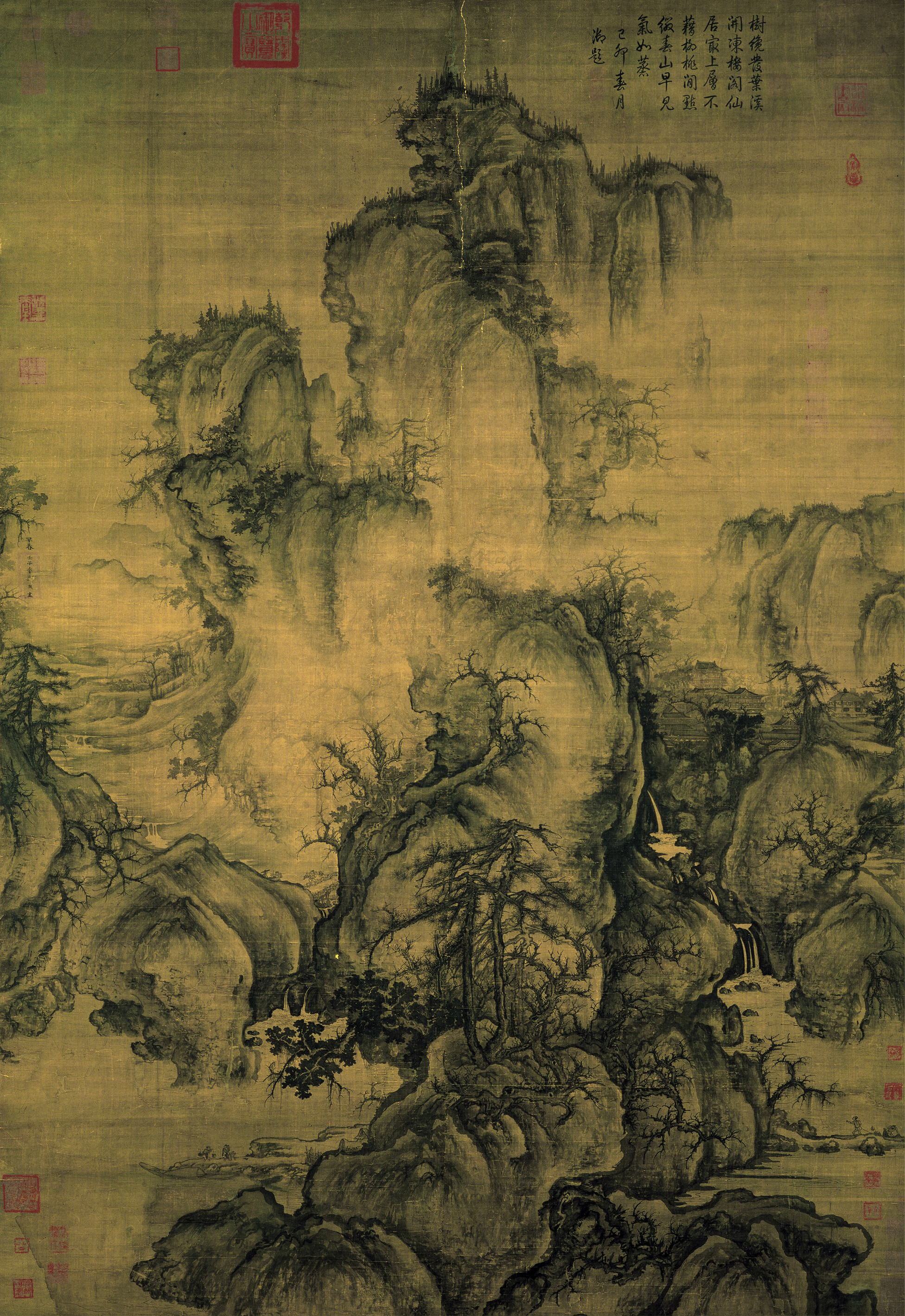
郭煕『早春図』

- 李成（919年 - 967年） - 小寒林図　茂林遠岫図巻　晴巒蕭寺図　小寒林図　喬松平遠図　読碑窠石図
- 范寛 - 谿山行旅図　雪山楼閣図　雪景山水図　臨流独坐図
- 郭煕 - 早春図（1072年）　溪山秋霽図巻　樹石平遠図巻　窠石平遠図
- 張択端 - 清明上河図卷
- 米芾（1051年 - 1107年）
- 蘇軾（1036年 - 1101年）
- 李公麟（1049年 - 1106年） - 五馬図巻　孝経図巻
- 許道寧（970年 - 1050年） - 秋山蕭寺図巻　漁舟唱晩図巻
- 燕文貴 - 江山楼観図　溪山楼観図　夏山図巻
- 王希孟 - 千里江山図卷
- 文同（1018年 - 1079年） - 墨竹図
- 崔白 - 双喜図

## 南宋

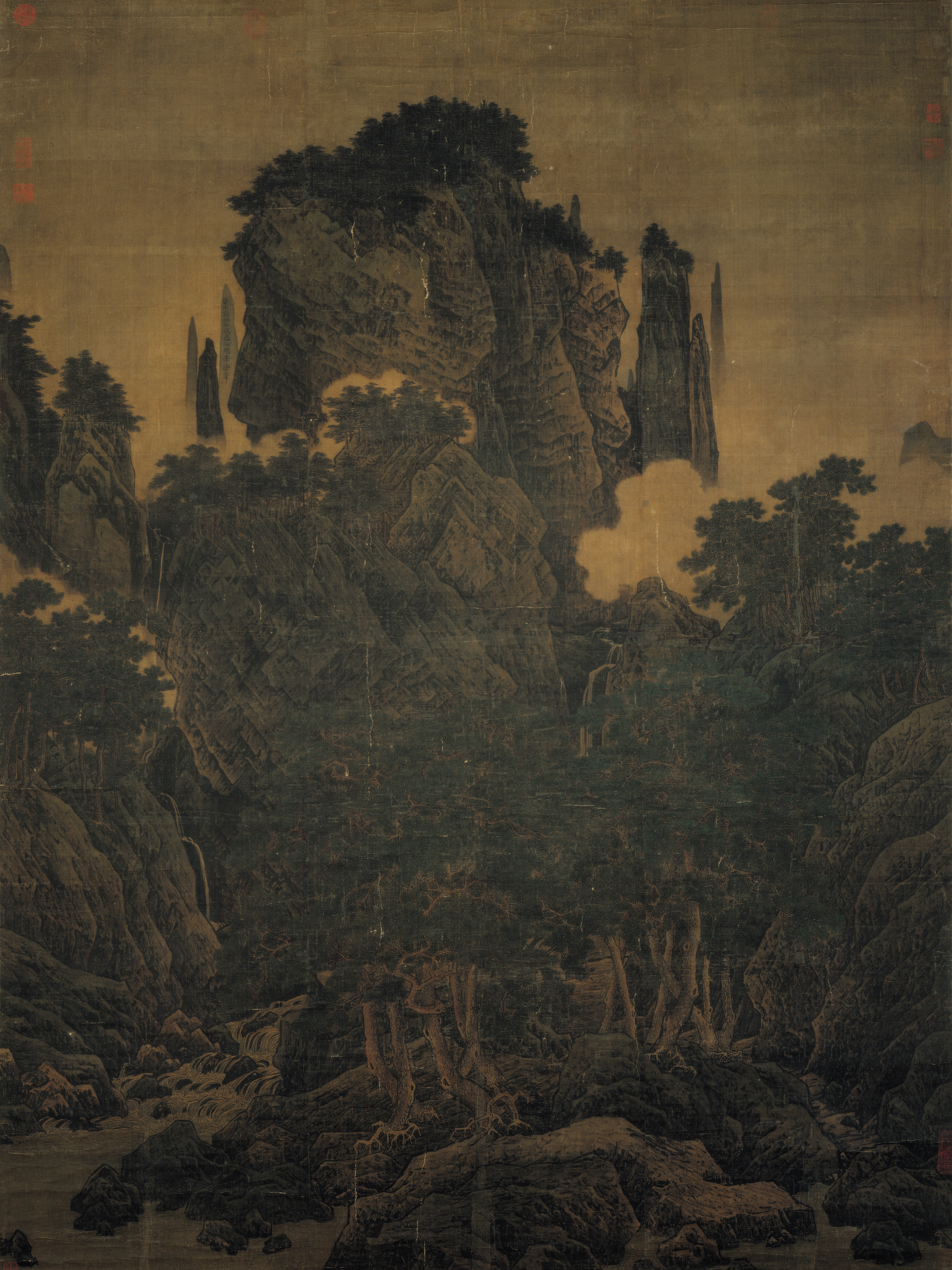
李唐『万壑松風図』

- 李唐 - 万壑松風図　江山小景図巻　長夏江寺図巻　奇峰万木図　秋冬山水図　文姫帰漢図　採薇図巻　晋文公復国図巻
- 夏珪 - 溪山清遠図巻　山水図　江城図　風雨山水図　山水十二景図巻　観瀑図　風雨山水図　竹林山水図
- 馬遠 - 華燈侍宴図　禅宗祖師図　十二水図　寒江独釣図　風雨山水図　楊柳山水図　踏歌図
- 牧谿 - 瀟湘八景図巻　漁村夕照　山市晴嵐　煙寺晩鐘　　瀟湘夜雨　江天暮雪　平沙落雁　出光美術館　　洞庭秋月　遠浦帰帆　瀟湘八景図巻　洞庭秋月　江天暮雪　瀟湘夜雨　蜆子和尚図　松に叭叭鳥図　龍虎図　羅漢図　観音猿鶴図　芙蓉図　柿図　栗図　写生蔬果図巻
- 馬麟 - 疎影（1191年）　層冰畳綃図（1216年）　静聴松風図（1246年）　夕陽山水図（1254年）　坐看雲起図（1256年）　暗香疎影図　　蘭図　芳春雨霽図　暮雪寒禽図　伏羲像
- 梁楷 - 雪景山水図　雪景山水図　出山釈迦図　李白吟行図　六祖截竹図　六祖破経図　溌墨仙人図　八高僧図巻　黄庭経神像図巻　沢畔行吟図
- 李嵩 - 市擔嬰戲図（1210年）　貨郎図卷（1211年）　貨郎図（1212年）　貨郎図　骷髏幻戲図　月夜看潮図　銭塘観潮図巻　赤壁図　花籃図　西湖図巻
- 李迪 - 風雨帰牧図（1174年）　楓鷹雉鶏図（1196年）　紅白芙蓉図（1197年）　雪中帰牧図　雞雛待飼図　獵犬図
- 蘇漢臣 - 秋庭戯嬰図
- 林椿 - 林檎花図　海棠花図　蘋婆山鳥図　山搽霽雪図　葡萄草蟲図　梅竹寒禽図　果熟来禽図　枇杷山鳥図
- 劉松年 - 羅漢図（1207年）　四景山水図巻
- 閻次平 - 四季牧牛図　秋野牧牛図　松磴精廬図　山村帰騎図
- 閻次于 - 山市晴嵐図
- 揚補之（1097年 - 1169年） - 四梅花図卷
- 智融 (1114年 - 1193年） - 布袋図
- 趙孟堅 (1199年 - 1295年）
- 米友仁（1074年 - 1151年） - 雲山図巻（1130年）　遠岬晴雲図（1134年）　瀟湘図巻　瀟湘奇観図巻
- 玉澗 - 遠浦帰帆　瀟湘八景図巻

## 元

趙孟頫『鵲華秋色図巻』

- 趙孟頫（1254年 - 1322年） - 鵲華秋色図巻（1295年） 水村図巻 謝幼輿丘壑図巻（1286年）　趙氏三世人馬図巻（1296年）　自画像頁（1299年）　蘭竹石図巻（1302年）　重江畳嶂図巻（1303年）　紅衣西域僧図巻　秋郊飲馬図卷（1312年）　趙氏一門三竹図巻（1321年）　茅亭松籟図　洞庭東山図　山水三段巻　双松平遠図巻　呉興清遠図巻　二羊図　江村漁楽図　　墨竹図　古木竹石図
- 銭選（1235年 - 1301年） - 花鳥図巻　山居図巻　幽居図巻　浮玉山居図巻　王羲之観鶩図巻　楊貴妃乗馬図巻　八花図巻　　梨花図巻　桃枝松鼠図巻　蓮花図

李郭派
- 朱徳潤（1294年 - 1365年） - 渾淪図巻（1349年）　秋野軒図巻（1364年）
- 唐棣（1296年 - 1354年） - 倣郭煕秋山行旅図
- 曹知白（1271年 - 1355年） - 双松図（1329年）　群峰雪霽図（1350年）　蔬松幽岫図（1351年）
- 姚彦卿 - 雪景山水図

董巨派
- 高克恭（1248年 - 1310年） - 雲横秀嶺図（1309年）
- 盛懋 - 山居納涼図　秋舸清嘯図

馬夏派
- 孫君沢 - 楼閣山水図　楼閣山水図　雪景山水図
- 王振鵬 - 伯牙彈琴図　唐僧取経図冊
- 張渥（1340年 - 1356年） - 九歌図巻（1361年）　因陀羅寒山拾得図　顔輝蝦蟇鉄拐図　寒山拾得図
- 李衎（1245年 - 1320年） - 墨竹図巻（1308年）　墨竹図（1320年）
- 顧安（1289年 - 1368年） - 墨竹図　翠竹図
- 雪窓 - 墨蘭図（1343年）
- 王冕（1287年 - 1359年） - 墨梅図（1344年）　南枝春早図（1353年）　南枝春早図（1357年）　墨梅図巻　墨梅図

元末四大家
- 黄公望（1269年‐1354年） - 天池石壁図（1341年）　溪山雨意図巻（1344年）　富春山居図（1350年）　剰山図
- 倪瓚（1301年 - 1374年） - 漁荘秋霽図（1355年）　容膝斎図（1372年）
- 呉鎮（1280年 - 1354年） - 洞庭漁隠図（1341年）　漁父図（1342年）　風竹図（1350年）　墨竹冊（1350年）
- 王蒙（1308年 - 1385年） - 夏山隠居図（1354年）　青卞隠居図（1366年）　具区林屋図（1368年）

## 明
明四大家

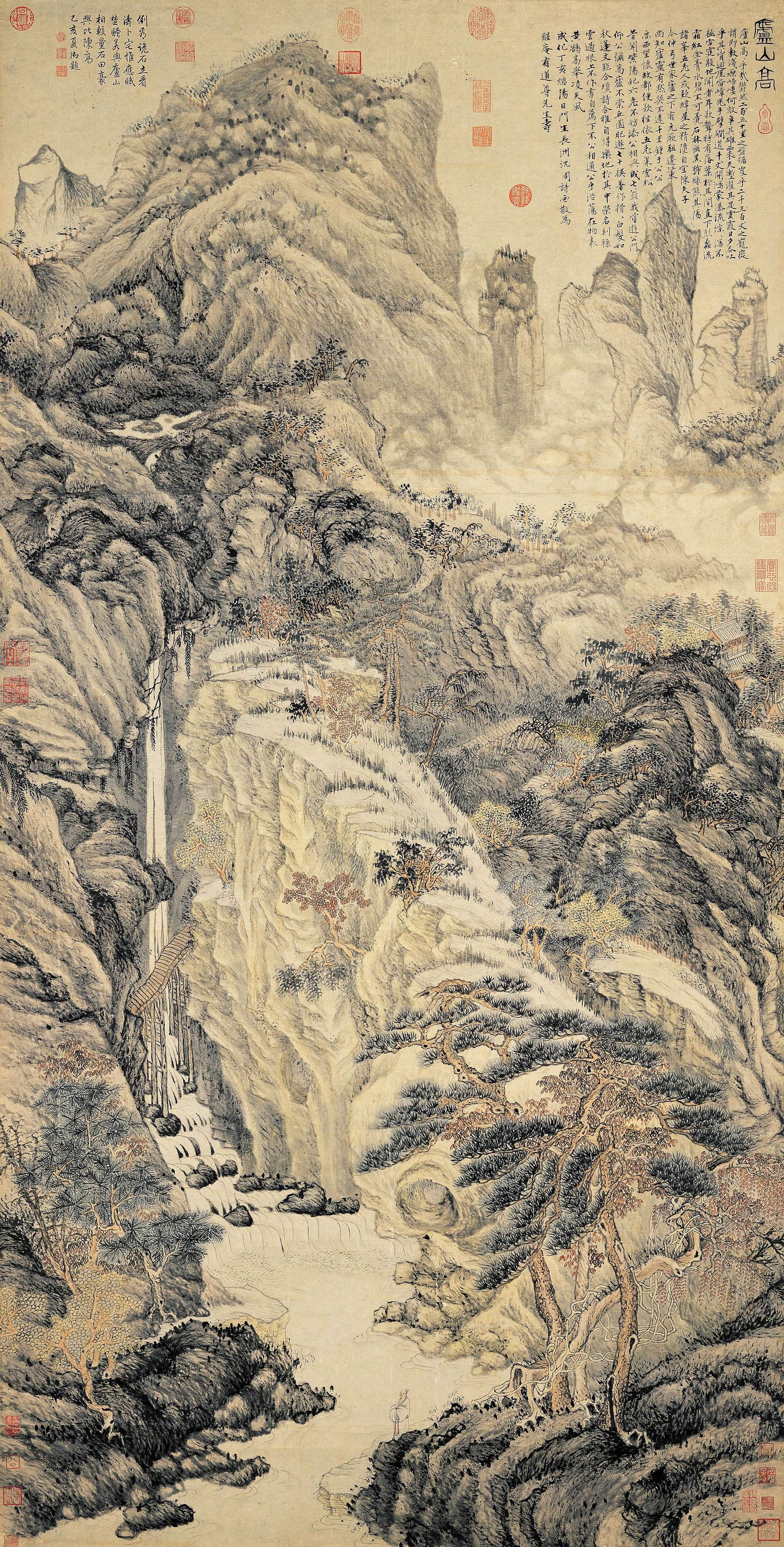
沈周『蘆山高図』（1467年）

- 沈周（1427年 - 1509年） - 廬山高図（1467年）　幽居図（1464年）　采菱図（1466年）　水墨山水図  崇山修竹図（1470年）　山水図（1476年）　贈呉寛行図巻（1479年）　東山携妓図（1480年）　東荘図 周惟徳山水図冊（1482年）　仿倪雲林山水図（1484年）　三桧図巻 七星桧図巻 范祠三梓図臥游図 十四夜月図（1486年）　仿黄公望富春山居図卷（1487年）　雨意図（1487年）　両江名勝図冊 蕉蔭琴思図 古松図 京江送別図巻（1491年）　秋林読書図（1491年）　夜坐図（1492年）　山水図冊 仿大癡山水図（1494年）　京口送別図巻（1497年）　落花詩意図卷（1505年）　双鳥在樹図（1504年）　菊花文禽図（1509年）
- 文徴明（1470年 - 1559年） - 山水図巻（1502年）　落花酬唱図（1504年）　雨余春樹図（1507年）　松下聴泉図（1510年）　風雨孤舟図（1514年）　聴泉図（1518年）　惠山茶会図卷（1518年）　滸溪草堂図卷 猗蘭室図 絶壑高間図（1519年）　燕山春色図（1524年）　東園図卷（1530年）　品茶図（1531年）　松壑飛泉図（1531年）　停雲館言別図（1531年）　石湖清勝図巻（1532年）　関山積雪図巻（1532年）　寒林鍾馗図（1534年）　仿王蒙山水図（1535年）　松声一榻図 山水図（1539年）　仿李成寒林図（1540年）　江南春図（1547年）　仿趙伯驌後赤壁図巻（1548年）　古木寒泉図（1549年）　真賞斎図巻（1549年）　万壑争流図（1550年）　千巖競秀図（1550年）　仿董巨山水図（1550年）　古柏図巻（1550年）　虞山七星桧図 溪橋策杖図 真賞斎図巻（1557年）　小楷真賞斎銘 前赤壁舟游図（1558年）　蘭竹卷 三友図卷
- 唐寅（1470年 - 1523年） - 燈宵閨話図（1499年）　騎驢帰思図（1500年）　南遊図（1505年）　江南農事図函関雪霽図（1504年）　金閶別意図巻秋声図巻（1507年）　峽口大江詩意図巻（1513年）　層巖策杖図（1515年）　山路松声図（1516年）　溪山漁隠図巻 春山伴侶図 事茗図卷 採蓮図巻（1520年）　王蜀宮妓図 陶穀贈詞図卷 秋風紈扇図 桐陰清夢図 風木図卷 仿梁楷高士図卷 寒木竹石図 墨梅墨竹図 枯槎鴝鵒図
- 仇英（中国語版）（1505年 - 1552年） - 秋郊待渡図 湖上楼居図 蓮溪漁隠図 桃村草堂図 東林図 玉洞仙源図 桃源仙境図 仙山楼閣図 桃李園図 金谷園図 桃李園図 人物故事図 冊臨南宋蕭照中興瑞応図卷 琵琶行図巻 桐陰清話図 蕉陰結夏図 軍書扇図 柳下眠琴図 柳塘漁艇図 双鈎蘭花沙汀鴛鴦図
- 董其昌（1555年 - 1636年） - 燕呉八景図（1596年）　婉孌草堂図（1597年）　葑涇訪古図（1602年）　烟江畳障図巻（1605年）　送李愿帰盤谷図巻（1606年）　昼錦堂図並書記巻（1608年）　荊谿招隠図巻（1611年）　仿楊昇没骨山水図（1615年）　高逸図（1616年）　仿董源青弁山図（1617年）　秋興八景図冊（1620年）　嵐容川色図（1622年）　仿古山水図冊（1622年）　仿古山水図冊（1621年）　溪山仙館図（1623年）　江山秋霽図（1624)巻 棲霞寺詩意図（1626年）　臨倪瓚東岡草堂図（1629年）　夏木垂陰図

浙派
- 戴進（中国語版） - 帰田祝寿図卷（1407年）　禅宗六代祖師卷 山水図（1438年）　春遊晩帰図 夏山避暑図（1440年）　帰舟図卷（1441年）　松岩蕭寺図 聴雨図 携琴訪友図卷（1446年）　春山積翠図（1449年）　雪景山水図（1452年）　南屏雅集図巻（1460年）　耋耄図 長松五鹿図漁楽図 巻三鷺図冊 関山行旅図鐘馗夜游図
- 呉偉（1459年 - 1508年） - 鉄笛図巻 仿李公麟洗兵図巻（1496年）　寒山積雪図 漁楽図 灞橋風雪図 秋林帰荘図 柳陰読書図 柳岸簡歩図 山水図 問津図巻　漁楽図巻 二仙図 仕女図 歌舞図（1503年）　武陵春図巻 詞林雅集図卷（1505年）　長江万里図卷 許由巣父図 江岸独釣図
- 李在 - 帰去来図巻（1424年）　山水図 雪景山水図 琴高乗鯉図 山水図 山荘高逸図 米氏雲山図 萱草花図 山水図
- 馬軾 - 帰去来辞図卷（1424年）　春塢村居図 山水図
- 倪端 - 憲宗実録（1480年）　撲魚図
- 王履 - 秋林隠居図（1401年）　墨竹図（1401年）　爲密斎山水図巻（1404年）　山亭文会図（1404年）　万竹溪秋図巻（1410年）　湖山書屋図巻（1410年）　瀟湘秋意図巻（1412年）　北京八景図巻（1414年）
- 辺文進 - 三友百禽図（1413年）　柏鷹図　双鶴図 双鶴図 雪梅双鶴図 竹鶴双清図 春禽花木図
- 孫隆 - 芙蓉游鵝図 雪禽梅竹図 花鳥草虫冊 花鳥草虫卷
- 劉俊 - 陳楠浮浪図 東方朔図 劉海戯蟾図 三仙戯蟾図 嬰戯図 雪夜訪普図 人物山水図 夏景山水図
- 林良 - 山茶白羽図 灌木集禽図卷 秋鷹図 双鷹図 鳳凰石竹図 鵜図 水鳧図
- 呂紀 - 竹園寿集図巻（1499年）　四季花鳥図 桂菊山禽図 杏花孔雀図 秋渚水禽図 秋鷺芙蓉図 溪鳧図 花鳥図 獅頭鵝図 双雉図 花鳥図 竹禽図 殘荷鷹鷺図 鷹鵲図 雪岸双鴻図 早花野禽図 秋山鷺鴨図
- 夏㫤 - 湘江風雨図卷（1449年）　鳳池春意図（1461年）
- 周文靖 - 古木寒鴉図 雪夜訪戴図 周茂叔愛蓮図（1463年）
- 石鋭 - 飯牛鋤田図 楼閣山水図 探花図巻（1469年）
- 商喜 - 歳朝図（1441年）　明宣宗行楽図 関羽擒將図 四仙拱寿図 老子出関図
- 謝環 - 杏園雅集図巻（1437年）　杏園雅集図巻 雲山図
- 王諤 - 蹈雪尋梅図（1487年）　江閣遠眺図 溪橋訪友図 送源永春還國詩畫巻（1510年）　雪嶺風高図 送策彦周良還国図巻（1541年）　雪山行旅図 秋堂吹簫図
- 朱端 - 寒江独釣図 柳院閑吟図 尋梅図 雪景図 烟江遠眺図 江山漁夫図 弘農渡虎図 仙桃図 竹石図
- 朱邦 - 人物図 採蓮図巻
- 鍾礼 - 高士観瀑図 雪夜訪戴図 挙杯玩月図 漁樵問答図
- 王世昌 - 松陰書屋図 俯瞰激流図 大幅山水図（1529年）
- 史忠（1438年 - 1506年） - 送別図（1473年）　山水図（1503年） 人物山水図（1504年）　雪中行旅図巻（1504年）
- 郭詡（1456年 - 1528年） - 琵琶行図 東山携伎図
- 杜菫 - 林逋月下吟行図 人物図巻（1500年）　玩古図 伏生授経図 人物山水図
- 謝時臣（1487年 - 1567年） - 放鴨図（1535年）　山水図（1540年）　四傑四景図（1551年）　臥雪高士図（1556年）　山水図（1558年）　酔翁亭記書画合璧巻（1559年）　楼閣観瀑図（1560年）　虎阜春晴図 江山勝攬図卷 夏山飛瀑図 杜陵詩意図  華山仙掌図 竹裡泉声図 岳陽楼図

呉派
- 杜瓊（1396年 - 1474年） - 山水図（1454年）　南湖草堂図（1468年）　友松図巻 南村別墅図冊 仿王蒙山水図巻
- 劉玨（1409年 - 1472年） - 清白軒図（1458年）　山水図扇面
- 周臣 - 北溟図卷 松陰囲棋図（1526年）　松下聴泉詩意図（1534年）　泉山隠図卷 訪友図 水亭清興図 毛詩豳風図卷 仿趙幹写烟靄秋渉図

文派
- 文嘉（1499年 - 1583年） - 山水画冊（1528年）　琵琶行図（1563年）　送別図（1565年）　琵琶行図（1569年）　江南春図（1575年）　山水画冊（1575年）　杜甫詩意図（1576年）　仿董源溪山行旅図 停琴聴阮図
- 文伯仁（1502年 - 1575年） - 溪山仙館図（1531年）　方壺図（1539年）　溪山秋霽図（1547年）　円嶠書屋図（1550年）　四万山水図（1551年）　驪山弔古図（1575年）　潯陽送客図 摂山白鹿泉庵図 巻花溪漁隠図 太湖図 万壑松風図
- 陸治（1496年 - 1576年） - 彭澤高蹤図（1523年）　雪窓見易図（1524年）　虎丘詩意図巻（1528年）　書画合璧図（1535年）　溪山秋霽図（1545年）　玉田図巻（1549年）　琵琶行図（1554年）　湖図巻（1558年）　雪後訪梅図（1564年）　山水図扇面（1565年）　花溪漁陰図（1568年）　仙山玉洞図 支硎山図 山水図 丹風秋色図巻 山水図 三峰春色図 仿王履華山図 荷花図 宋元花卉草虫卷
- 銭穀 - 白岳遊図冊（1566年）　惠山煮泉図（1570年）　虎丘図（1572年）　山居待客図（1573年）　虎丘前山図 求志図卷 蒼山茅屋図
- 居節（1527年 - 1586年） - 品茶図（1534年）　観瀑図（1559年）　赤壁遊図（1575年）　初夏山斎図（1578年）
- 王穀祥（1501年 - 1568年） - 桂石図冊

狂態邪学派
- 張路（1464年 - 1537年） - 漁夫図 拾得観月図 赤壁游舟図 舞鶴遠眺図 道院訓鶴図 雪江泊舟図 風雨帰荘図 山雨欲来図 溪山泛艇図 風林観雁図 鷹兔図 吹簫女仙図 桐陰望月図 三高士図 濯足図 望気図 人物故事卷山水人物図 帰驢図 弾琴図 東坡翰林帰還図巻
- 汪肇 - 起蛟図 柳禽白鷴図 松鹿図 蘆雁図 竹林山水図巻
- 蒋嵩 - 舟遊図 蘆洲泛艇図 江山漁舟図 水墨山水図 漁舟読書図 漁夫山水図 雪景図 山水人物図 帰漁図 水墨山水図 山水図 雪暮帰漁図 秋林読書図 携琴看山図 無盡溪山図 松下箸履図 四季山水図 巻山水図 扇面江秋横笛図 扇面雪景山水図 扇面雪景山水図巻
- 鄭顛仙 - 商山四皓図 女仙図 群仙図 春柳奕棋図 二仙図 三聖図 龍虎図 漁童吹笛図 柳蔭人物図 魔壺界図 巻飼羊図
- 徐渭（1521年 - 1593年） - 拝考陵詩意図 驢背吟詩図 蕉石梅竹図 花卉雑画巻（1575年）
- 丁雲鵬（1547年 - 1628年） - 観音図巻 三教図
- 陳洪綬 （1598年 - 1652年） - 喬松仙寿図（1635年）　宣文君授経図（1638年）　陶淵明故事図巻（1650年）　黄流巨津図 晋爵図巻 雜画図 荷花鴛鴦図 梅石図
- 呉彬（中国語版） - 洗象図（1592年）　林巒秋色図（1596年）　呉彬（1596年）　文從昌山水（1596年）　叢嶂層巒図（1601年）　渇筆山水（1601年）　普賢像（1602年）　明皇幸蜀図（1603年）　山陰道上図（1608年）　百道飛泉図（1610年） 涅槃図（1610年） 山村雲繞図（1616年）　 繞邨水閣図（1616年）　含雨釀雲図 群山削立図 岱輿図 樓閣凌空図 山閣倚雲図 千岩萬壑図 峰巒承秀図 雲嶺飛泉図 松閣高山図 群山萬壑巻 霊璧石図巻 柳溪釣艇図 羅漢図 達摩像 佛像 蓮社求友図
- 崔子忠（1594年 - 1644年） - 蔵雲図 洗象図 1636夜宴図 許旌陽移家図

華亭派
- 顧正誼 - 溪山秋爽図（1575年） 華陽洞天図巻
- 莫是龍（1537年 - 1587年） - 書画巻（1567年）　書画巻（1571年）　雲山図合巻（1573年）　煙江畳嶂図（1574年）　疏林散鶴図（1574年）　仿黄公望山水図（1575年）　観梅帰舟図（1576年）　山水図（1577年）　水閣遙山図（1578年）　山水図（1581年）　山水図扇面（1581年）　山水図（1586年）　山水図 仿古山水図 山水図扇面 山水花卉図 詩箚巻 書畫 乱山秋色図巻 雲墜人衣図
- 陳継儒 （1558年 - 1639年） - 墨梅図冊
- 宋旭 （1526年 - 1606年） - 籟山別業図巻（1585年） 浙景山水図冊 雲壑秋瀑図 雪景山水図
- 孫克弘 （1533－1611年） - 百花図巻

蘇松派
- 趙左 - 山水図 溪山高隠図巻

雲間派
- 沈士充 - 仿古山水図（1616年）　山水図巻（1632年）　寒林浮謁図（1633年）
- 李士達 （1540年 - 1620年） - 竹裡泉声図 石湖雅集図扇面
- 張宏 （1577年 - 1668年） - 棲霞図（1634年） 延陵挂剣図（1635年）
- 盛茂燁 - 唐人詩意画冊（1620年）　渡津図扇面（1620年）　寒山暮雨図扇面（1623年）　山水図（1626年）　観桃夜宴図扇面（1626年）　天池石壁図（1630年）　山澗水陰図扇面（1631年）　秋山観瀑図（1633年）　山居訪問図（1637年）
- 卞文瑜（1576年 - 1655年） - 拂水山荘図（1639年）　梅花書屋図（1651年）
- 邵弥 （1592年 - 1642年）
- 王建章 - 米法山水図（1627年）　山水図扇面（1627年）　花卉図（1638年）　飛泉喬松図

武林派
- 藍瑛（1585年 - 1664年） - 溪山雪霽図（1628年） 天目喬松図（1629年） 山水図扇面（1637年） 澄観図冊（1658年） 秋景山水図 雲壑蔵漁図　白雲紅樹図
- 程嘉燧（1565年 - 1643年） - 秋溪畳嶂図（1624年）
- 李流芳（1575年 - 1629年） - 唐宋詩意山水図冊（1618年）
- 項聖謨（1597年 - 1658年） - 雪影漁人図（1641年）　大樹風号図（1649年）　放鶴洲図（1653年）　朱葵石像（1653年）　 林泉高逸図巻

姑孰派
- 蕭雲従（1596年 - 1673年） - 秋山行旅図巻
- 曾鯨 （1568年 - 1650年） - 葛震甫像卷　呉允兆像

## 清
四王呉惲
- 王翬（中国語版）（1632年 - 1717年） - 溪山紅樹図（1670年）　花卉山水冊（1672年）　康煕帝南巡図巻（1695年）　山水図
- 王原祁（中国語版）（1642年 - 1715年） - 仿王蒙夏日山居図（1694年）　仿倪黄山水図（1708年）　盧鴻草堂十志図冊（1708年）　仿宋元山水図冊（1708年）　輞川図巻（1711年）　山水図
- 王時敏（中国語版）（1592年 - 1680年） - 仿古山水図（1652年）　仿王維江山雪霽図（1668年）
- 王鑑（1598年 - 1677年） - 秋山図（1639年）  夢境図（1656年）  山水図
- 呉歴（中国語版）（1632年 - 1718年） - 興福庵感旧図巻（1674年）  鳳阿山房図（1677年）  松壑鳴琴図 柳村秋思図（1702年）  横山晴靄図卷（1706年）
- 惲寿平（1633年 - 1690年） - 花卉山水冊（1672年）  落花游魚図（1675年）  山水花鳥画冊（1675年）  花鳥画冊（1687年）  山水画冊（1687年）
- 八大山人（1626年 - 1705年） - 伝綮写生冊（1659年）  花卉冊（1665年）  个山人屋花卉冊 花卉冊（1690年）  渉事花卉冊（1692年）  渉事竹石図（1692年）  仿董源山水図（1693年）  安晩冊（1694年）  秋山図 荷花図 河上花図巻（1697年）  彩筆山水図（1690年）  仿董其昌山水冊（1697年）  猫図（1699年）  芍薬図（1699年）  柏萱草図（1700年）  双雁図（1700年）  安晩帖（1702年）  書画合璧巻（1703年）  書画合璧軸（1702年）  仿倪瓚山水図（1703年）
- 石濤（1642年 - 1707年） - 十六羅漢図巻（1667年）  山水図十二屏（1671年）  自写種松図小照（1674年）  細雨虬松図軸  黄山八勝画冊（1687年）  墨竹図（1690年）  捜尽奇峰図巻（1691年）  廬山観瀑図軸（1695年）  黄山図巻（1699年）  溪南八景図冊（1700年）  山水図冊（1703年）  遊華陽山図 金陵懐古冊（1707年）
- 石谿（中国語版）（1612年 - 1673年） - 蒼翠凌天図（1660年） 蒼山結茅図（1663年） 報恩寺図（1663年） 清江一曲図巻（1664年） 黄山道中図（1666年）  松岩楼閣図（1667年） 山水冊（1670年）
- 倪元璐（1593年 - 1644年） - 山水図扇面（1620年） 松蔭客話図（1621年） 山水図巻（1629年） 山水図（1630年） 松石図（1632年） 文石図（1636年） 古木竹石図（1638年） 古木竹石図（1638年） 山水花卉図（1639年） 山水図（1640年） 秋景山水図 仿米芾山水図 山水図 花卉図巻 木石図冊 石交図冊　 松石図 松石図 山水図（1640年）
- 王鐸（1592年 - 1652年） - 山水図（1637年） 六根無塵図（1640年） 山水図扇面（1647年） 夏景山水図（1649年） 枯蘭復花図巻（1649年） 墨花図巻（1649年） 設色山水図冊（1650年） 山水図（1651年）
- 黄道周（1585年 - 1646年） - 雁蕩山図（1632年） 松石図巻
- 傅山（1607年 - 1684年） - 断崖飛帆図 雲山寂莫図 雲根黛色図扇面 山水花卉冊
- 弘仁（1610年 - 1664年） - 岡陵図巻（1639年） 黄山六十景図冊 竹岸蘆浦図巻（1651年） 黄山天都峰図（1660年） 江山無盡図巻（1661年） 幽亭秀木図（1661年） 秋景山水図
- 金農（1687年 - 1763年） - 墨梅図（1736年） 墨戯冊（1754年） 月下図（1761年）
- 高翔（1688年 - 1753年） - 揚州即景図冊
- 程正揆（1605年 - 1677年） - 臥遊図巻（1661年）
- 米万鍾（1570年 - 1628年）
- 法若真（1613年 - 1696年） - 山水図 天台山図卷
- 査士標（1615年 - 1698年） - 溪山客来図（1657年） 仿各家山水冊（1666年） 山水冊（1674年） 仿倪山水図冊（1677年） 空山結屋図（1683年） 桃源図巻（1695年） 清溪放艇図 仿雲林山水図
- 梅清（1623年 - 1697年） - 黄山十九景図冊（1694年）
- 戴本孝（1626年 - 1705年） - 山水図冊
- 龔賢（1618年 - 1689年） - 山水図（1656年） 千巖万壑図（1670年） 山水図冊（1671年） 千巖万壑図巻（1673年） 山水図（1673年） 墨筆山水通景大屏（1674年） 雲峰図巻（1675年） 秋山飛瀑図（1676年） 清凉環翠図巻（1677年） 溪山無尽図（1682年） 江村図巻（1682年） 八景山水図巻（1684年） 木葉丹黄図（1685年）
- 華嵒（1682年 - 1756年） - 自画像（1727年） 金谷園図（1732年） 鵬挙図（1730年） 溪山楼観図（1738年） 倣米青緑山水図 天山積雪図（1755年） 秋声賦意図（1755年）
- 高鳳翰（1683年 - 1749年） - 書画帖（1719年） 指画図冊（1734年） 山水書画冊（1734年） 山水詩画冊（1736年）
- 李鱓（1686年 - 1761年） - 五松図 花卉図冊（1736年）
- 汪士慎（1686年 - 1759年）
- 黄慎（1687年 - 1770年） - 花卉巻行書詩題図冊（1726年） 邗水寄情冊（1729年） 秋柳詩意図巻（1735年） 山水墨妙冊（1738年）
- 鄭燮（1693年 - 1765年） - 墨竹図（1753年） 遠山煙竹図（1753年） 蘭花図（1753年） 蘭竹石図 梅竹図
- 李方膺（1697年 - 1756年） - 竹石図（1753年） 風竹図（1754年） 梅花図冊（1754年）
- 閔貞（1730年 - 1788年） - 採桑図
- 羅聘（1733年 - 1799年） - 姜白石詩意図冊（1774年） 鄧石如登岱図（1790年） 丁敬身先生倚杖坐石像
- 辺寿民（1684年 - 1752年） - 蘆雁画図（1730年）
- 高其佩（中国語版） 1660年 - 1734年） - 指頭画冊（1708年） 指頭山水画冊（1724年）
- 改琦（中国語版）（1774年 - 1829年） - 玄機詩意図 玉魚生像 西溪図 書画冊 紅楼夢図詠（1816年）
- 費丹旭（中国語版）（1801年 - 1850年） - 仕女撫琴図（1834年） 美人図（1837年） 懺綺図巻（1839年） 十二金釵図 春思図扇面（1848年） 月宮仕女図扇面（1848年） 倚窓美人図扇面（1848年）
- 任熊（1823年 - 1857年） - 大梅山館詩意図冊（1851年） 麻姑献寿図 四季花卉図（1854年） 花卉珍禽図 范湖草堂図巻（1855年）
- 任薰（1835年 - 1888年） - 人物故事図 麻姑献寿図 花鳥図（1874年）
- 任頤（1840年 - 1895年） - 東津話別図（1868年） 沙山春三十九歳小像（1868年） 以誠五十一歳小像（1877年） 三友図（1886年） 酸寒尉図（1888年） 群仙祝寿図（1878年） 東山絲竹図（1891年） 松下聞簫図（1894年） 蘇武牧羊図 華祝三多図 九思図（1884年） 花卉冊（1882年） 把酒持螯図（1882年） 池畔窺魚図（1889年） 人物山水冊（1885年）